# Молоково (Старицький район)
Молоково (рос. Молоково) — присілок в Старицькому районі Тверської області Російської Федерації.
Населення становить 14 осіб. Входить до складу муніципального утворення сільське поселення станція Стариця.

## Історія
Від 2005 року входить до складу муніципального утворення сільське поселення станція Стариця. Раніше населений пункт належав до Корениченського сільського округу.

## Населення
| 1859 | 1886 | 2002 | 2010 |
| ---- | ---- | ---- | ---- |
| 121  | ↗122 | ↘16  | ↘14  |